# Samsung Galaxy A02
O Samsung Galaxy A02 é um smartphone Android desenvolvido e fabricado pela Samsung Electronics. Faz parte da série Galaxy A, que é voltada para o mercado intermediário. A empresa divulgou e lançou o telefone no mês de janeiro de 2021.

## Software
O smartphone sai de fábrica com sistema operacional móvel Android 10 com a interface One UI 2.5 da Samsung.